# Argyrophylax proclinatus
Argyrophylax proclinatus là một loài ruồi trong họ Tachinidae.